# نشانه‌های معجزه‌آسا (روم باستان)
نشانه‌های معجزه‌آسا یا پرودیجیوم (به لاتین: PRODI′GIUM)، در گسترده‌ترین پذیرش خود به هر نشانه‌ای اشاره می‌کند که با آن خدایان رویدادی را در آینده به انسان نشان می‌دهند، خواه خوب باشد یا بد، و بنابراین شامل فال و پیش‌بینی هر توصیفی می‌شود. با این حال، عموماً به معنای محدودتر برای نشان دادن یک حادثه عجیب یا ظاهر شگفت‌انگیز به کار می‌رود که قرار است منادی نزدیک شدن به بدبختی باشد و در شرایطی رخ داده‌است که اعلام می‌کند بلایی در حال نزدیک شدن به کل جامعه یا ملت است. از آنجایی که اعجوبه‌ها به‌عنوان مظاهر مستقیم خشم الهی و هشدارهای انتقام آینده تلقی می‌شدند، اعتقاد بر این بود که با دعاها و قربانی‌ها می‌توان این خشم را برطرف کرد و در نتیجه از وقوع بدبختی جلوگیری کرد. اعجوبه‌های اصلی شامل احتراق خود به خودی سلاح‌ها، کوچک شدن آشکار قرص خورشید، دو ماه در آسمان روشن روز، نبرد کیهانی بین خورشید و ماه، باران سنگ‌های داغ، پیدا شدن خون عرق خونین روی مجسمه‌ها، فواره‌ها و روی خوشه‌های ذرت: همه با کفاره دادن و قربانی کردن جبران می‌شدند. اعجوبه‌های کوچک‌تر کمتر ترسناک اما به همان اندازه غیرطبیعی بودند. تبدیل گوسفند به بز، خروس به مرغ (و بالعکس) - اینها با قربانیان کوچکتر کفاره می‌شدند. گزارش از وجود یک کودک چهار ساله دوجنسی با غرق کردن کودک کفاره داده شد. پاداش دینی تنها با پیروزی روم اثبات می‌شد.
از آنجایی که اعجوبه‌ها به عنوان مظاهر مستقیم خشم بهشت و هشدارهای انتقام آینده تلقی می‌شدند، اعتقاد بر این بود که با دعاها و قربانی‌هایی که به مقتضای قدرت‌های رنجیده شده می‌توان این خشم را برطرف کرد و در نتیجه از این انتقام جلوگیری کرد. این موضوعی که عمیقاً به رفاه عمومی مربوط می‌شد، آیین‌های لازم در زمان‌های قدیم به‌طور منظم توسط کنسول‌ها قبل از خروج از شهر توسط کنسول‌ها انجام می‌شد، و مراسم تشریفات را «مدیریت اعجوبه‌ها» (Procuratio prodigiorum) می‌نامیدند. هنگامی که اعجوبه ماهیتی بسیار وحشتناک یا بی‌سابقه داشت، معمولاً از برخی پیشگویان مشهور توسکانی، از کتاب‌های سیبیل، مشاوره می‌گرفت. یا حتی از اوراکل دلفی. زمانی که اعجوبه‌ها هیچ اشاره مستقیمی به امور عمومی نداشتند، به‌عنوان مثال، زمانی که شگفتی گزارش شده در یک عمارت خصوصی یا در شهری که ارتباط نزدیکی با روم نداشت، مشاهده شده بود، اغلب مورد توجه قرار نمی‌گرفتند. بسیاری از رومیان باستان به آنچه به عنوان نشانه‌هایی از جانب خدایان، به ویژه رویدادهای طبیعی غیرعادی می‌دیدند، معتقد بودند. برای مثال، مورخان رومی مانند لیوی و سوتونیوس، چنین «اعجوبه‌هایی» را به‌طور واقعی در نوشته‌های خود از جمله قحطی‌های نابهنگام بیان می‌کنند. کسوف خورشید و ماه؛ تولد حیوانات تغییر شکل یافته، مانند کره با پنج پا؛ کودک متولد نشده‌ای که از شکم مادرش فریاد «پیروزی» می‌زد. و باران «خون» در شهرهای دور.
سنای روم تصمیم می‌گرفت که آیا یک اعجوبه گزارش شده دروغ است یا واقعی است و در جهت منافع عمومی گزارش داده شده‌است. در صورت تأیید سنا موضوع برای اجرای مراسم کفاره به کاهنان عمومی، فالگیرها و آگورها ارجاع داده می‌شد. در سال ۲۰۷ قبل از میلاد، طی یکی از بدترین بحران‌های جنگ‌های فِنیقی سنا با تعداد بی‌سابقه‌ای از اعجوبه‌های تأیید شده برخورد کرد که کفارهٔ آنها حداقل شامل بیست روز مراسم اختصاصی می‌شد.

## مدیریت اعجوبه‌ها
این بدبختی‌ها را می‌توان از طریق یک سری مراسم کفاره و کفاره به دستور مقامات مذهبی برای بازگرداندن روابط جامعه با خدایان، یعنی «صلح خدایان» (pax deorum)، جلوگیری کرد. همه اعمال، خراج، قربانی‌ها و تطهیر برای احیای روابط بخشی از آنچه به عنوان مدیریت اعجوبه‌ها (Procuratio prodigiorum) شناخته می‌شود. این یک رویه ضروری برای حفاظت از روم بود که به بالاترین مقامات سیاسی، کنسول‌ها سپرده شد.

## کارکرد
ماریان پالمر بونز برای خط مقدم (برنامه تلویزیونی آمریکایی) نوشت: «مورخان رومی مانند سوتونیوس و تاسیتوس مکرراً وقوع  نشانه‌های معجزه‌آسایی را در مورد امپراتورها، به ویژه در آغاز یا پایان سلطنت آنها گزارش می کردند. از آنجایی که روم حاکمان خود را در قله جامعه بشری قرار داد، اعتقاد بر این بود که آنها به عنوان میانجی برای اراده خدایان روی زمین عمل می کنند. بر این اساس، ظهور فال نیک یا بد، وسیله‌ای بود که خدایان می‌توانستند از طریق آن به کار اراده خود در امور بشری اشاره کنند. پس از مرگ ژولیوس سزار، سوتونیوس (زندگی سزارها: ژولیوس 88) گزارش می‌دهد که «در مراسم تشییع جنازه که به افتخار او برگزار شد، یک دنباله‌دار به مدت هفت روز متوالی می‌درخشید و در حدود ساعت یازده طلوع می‌کرد و تصور می‌شد که روح  سزار است که به بهشت برده شده بود.» اما این پسر خوانده ژولیوس سزار، امپراتور بسیار محبوب و مورد احترام آگوستوس بود که بیشترین داستان ها را از این نوع خلق کرد. بر اساس یک داستان، مادر آگوستوس در معبد آپولو مشغول عبادت بود که به خواب رفت و توسط خدا باردار شد.

## کنستانتین بزرگ
باستان‌شناس دینی، کن دارک نظر می‌دهد که چنین نشانه‌هایی از جانب خدا و معجزات بعدی برخی از معدود جنبه‌های خرافات رومی بودند که از گذار امپراتوری روم به مسیحیت از قرن چهارم جان سالم به در بردند. او گفت: 
سحر و جادو و این چیزها در مسیحیت مرده بود، اما مردم آماده پذیرش این بودند که نشانه‌هایی وجود دارد که می‌تواند چیزهایی را پیشگویی کند. یک نمونه معروف آن کنستانتین بزرگ بود، که قبل از نبرد پل میلوین در سال ۳۱۲ پس از میلاد، ظاهراً نماد مسیحی یک صلیب را در آسمان دید و عبارت "In Hoc Signo Vinces" یا «شما با این علامت پیروز خواهید شد» را در آسمان دید. این چشم‌انداز چند روز بعد با یک رؤیا تقویت شد و کنستانتین به سربازان خود دستور داد تا نمادهای مسیحی را روی سپرهای خود حک کنند، در نبرد سرنوشت ساز پیروز شدند و پس از آن از دین رومی به مسیحیت گروید.